# Королева Офира с золотыми украшениями

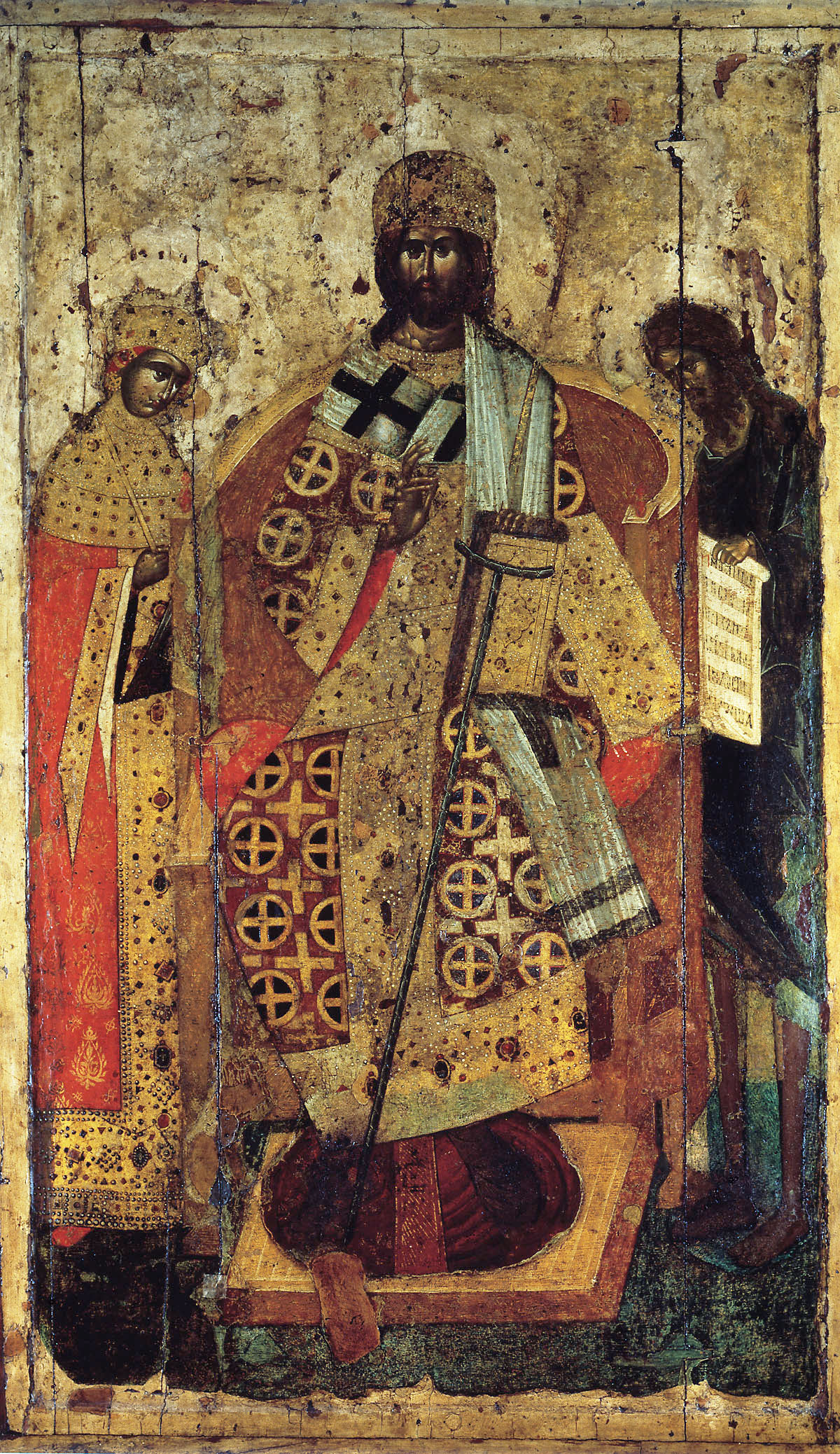
Русская икона «Царица по правую руку», Успенский собор, Москва

Царица Офирская в золотых украшениях — библейский персонаж, появляющийся в Псалме 45 Книги Псалмов .  Она считается пророческой фигурой Девы Марии . Комментарий к Новой Католической Библии (NBC) Библия утверждает, что «новый и окончательный завет, который распространяется на все народы. Литургия вдохновлена этим псалмом, чтобы отпраздновать самое впечатляющее исполнение этого мистического бракосочетания: Дева Мария, Королева и Супруга Царя, и те, кто, следуя за ней, избрали Христа своим Супругом». 
В Протоевангелии Иакова рассказывается, что когда Мария в возрасте трех лет была отправлена родителями в храм, свита девственниц, державших по две свечи, сопровождала ее до места назначения. Там ее принял священник, который, поцеловав ее, благословил ее и воскликнул: — Господь возвеличил имя Твое пред всеми поколениями, ибо в конце времен Он явит в Тебе Свое избавление сынам Израилевым.  Так исполнилось пророчество Псалма 44 (45), что невеста будет представлена царю свитой других дев. В первых стихах говорится о прекраснейшем из всех сынов человеческих, полном вечных милостей и благословений, герое, защитнике истины и справедливости, — Иисусе Христе, Мессии и сыне Божьем.  В стихе 10 говорится, что эта королева-девственница находится по правую руку от царя, что является символом великой чести. Стихи 14 и 15, как их толкует святой Максим, говорят о том, как дочь этого царя, которая ранее открыла себя как самого Бога (ст. 7), представилась ему вся прекрасная, в одеждах, расшитых золотом, и в разноцветных одеждах. Ранее (ст. 12) объясняется, что красота Девы очаровывает Царя, ее Отца, что показывает нам, что красота и роскошь ее одежд представляют различные цвета ее различных добродетелей и драгоценную ценность, как бы золота, всех ее качеств, которыми она была украшена на протяжении своего роста. 

## Интерпретация как Дева Мария
Католицизм считает, что вторая половина Псалма 45 посвящена Деве Марии . Она — «золотая царица Офира» (ст.9); Ее красота, столь желанная царю, заключается не в ее внешнем виде, а в ее сердце (ст. 13); и что Церковь представлена девами, которые ее сопровождают (ст. 14) и почитают ее (ст. 12). Чтобы понять это, мы должны сначала понять положение царицы в Ветхом Завете . Королева была не женой короля, а его матерью. У короля было много жен, но только одна мать.   Православная церковь также разделяет эту интерпретацию с Католической церковью.  